# Kōhei Kadono
Kōhei Kadono (上遠野 浩平 Kadono Kōhei?) (Japón - 12 de diciembre de 1968) es un escritor japonés, más conocido como el creador de Boogiepop Phantom, obra que ha sido adaptada al manga, al anime y a una versión en imagen real.
Se graduó en la Universidad Hosei. En 1998, su novela ligera Boogiepop and Others ganó el cuarto Premio Dengeki de Novela y fue luego adaptado a una película y un manga, ilustrado por Kouji Ogata y en 2019 adaptada en el anime Boogiepop y otros.

### Saga de Boogiepop
Novelas ligeras de Boogiepop
- Boogiepop y Otros
- Boogiepop Regresa: VS Imaginator Part 1
- Boogiepop Regresa: VS Imaginator Part 2
- Boogiepop in the Mirror: Pandora
- Boogiepop Overdrive: The Piper
- Boogiepop at Dawn
- Boogiepop Missing: Peppermint Wizard
- Boogiepop Countdown Embryo: Erosion
- Boogiepop Wicked Embryo: Eruption
- Boogiepop Paradox: Heartless Red
- Boogiepop Unbalance: Holy & Ghost
- Boogiepop Stacatto: Welcome to Jinx Shop
- Boogiepop Bounding: Lost Moebius
- Boogiepop Intolerance: The Ark of Orpheus
- Boogiepop Question: The Silent Pyramid

Beat's Discipline
- Beat's Discipline Side 1
- Beat's Discipline Side 2
- Beat's Discipline Side 3
- Beat's Discipline Side 4

Historias cortas
- Metal Guru
- London Calling
- My Death Waits
- Boogiepop Poplife
- Chariot Choogle
- Angel Volume

### Tokuma Dual
Trilogía Night Watch
- The Night Watch into the Night Yawn
- The Night Watch under The Cold Moon (VS Imaginator Part IV)
- The Night Watch against the Star-Crossed Star

Novela 21 Shonen no Jikan (antología)
- Controversy about Iron Mask (historia corta)

### Saga Jiken
- a case of dragonslayer
- inside the apocalypse castle
- the man in pirate’s island
- some tragedies of no-tear land

### Saga Shizuru-san
- The Eccentric Dead In White Sickroom
- The Bottomless Closed-Rooms in the Limited World
- The Silent Princess in the Unprincipled Tales

### Saga Soul Drop
- Spectral Speculation of Soul-Drop
- Phantasm Phenomenon of Memoria-Noise
- Labyrinthine Linkage of Maze-Prison

### Otras obras
- The Dance with Pluto and Beast
- Clockwork Serpents
- No Oxygen, Not To Be Mirrored (Kodansha Mystery Land, ISBN 4-06-270582-0)

- Datos: Q5407129